# Barna gyalogcincér
A barna gyalogcincér (Dorcadion fulvum) a bogarak (Coleoptera) rendjének cincérfélék (Cerambycidae) családjába tartozó Magyarországon őshonos faja. Közeli rokona, vagy alfaja a vitatott rendszertani besorolású pusztai gyalogcincér (Dorcadion fulvum cervae).

## Elterjedése
Közép-európai faj, törzsalakja a Kárpát-medencén kívül csak a Cseh-medencében és Kelet-Ausztriában fordul elő. Magyarországon főként a dombvidékek agyagos talajain, a Kisalföldön és a Nagyalföld nyugati felében gyakori, néhol közönséges. Az alföldi szikes területekről hiányzik, itt a pusztai gyalogcincér helyettesíti.

## Megjelenése
Közepes termetű cincér, mérete 16–22 mm. A csápok vaskosak, a  8 mm-t is elérik. A nőstényeké a test feléig ér, a hímek csápjai valamivel hosszabbak. Színezete változatos, a törzsalak alapszíne fekete, szárnyfedői barnásvörösek, a lábak és csápok tőízei szintén, de a szárnyfedőnél világosabbak. Számos színváltozat fordul elő, törzsalaknál vörösebb színű egyedektől a szinte vagy teljesen feketékig. A barna gyalogcincér ökológiai alfajának tartott pusztai gyalogcincér színe egyöntetű fekete. Egyes változatokon fehéres szőrsáv is látható. A szárnyfedők a varrat mentén összenőttek, a hártyás szárnyak hiányoznak.
A lábatlan, pondró típusú lárvák felülről lapítottak, testük hátrafelé elkeskenyedő, rágóik erősek.
A bábok sárga színűek.

## Életmódja
A faj imágói már kora tavasszal, napos, enyhe dőjárási viszonyok között kivételesen már februárban aktivizálódnak, de rendesen márciustól nyár közepéig találkozhatunk velük. Az imágók röpképtelenek, így a talajon gyalogolva közlekedő példányok gyakran szem elé kerülnek. A kifejlett bogarak általában fűfélék leveleivel táplálkoznak, gazdasági kárt csak a legritkább esetben okoznak, csupán néhány esetben figyeltek meg az imágók által okozott kárt cukorrépa vetésekben, ahol a levélnyelet elrágva, a levelek elszáradtak.
A lárvák a talajban fejlődnek, ahol fűfélék gyökereivel táplálkoznak. 2-3 évig fejlődnek a talajban, az utolsó telet imágó alakban töltve. A lárvák fejlődésüket befejezve a talajban bábozódnak és még ugyanabban az évben kialakul az imágó is, de a talajt nem hagyják el. A lárvák szántóföldi kártételére a többéves fejlődési ciklus miatt csak elvétve van példa, életmódjuk nem teszi lehetővé a bolygatott talajban való fejlődést, ellenben telepített gyepek fűféléin a lárvák okozhatnak többé-kevésbé jelentős károkat.